# Arginasa
L'arginasa és un enzim que catalitza la hidròlisi de l'arginina per a produir ornitina i urea en el cinquè i darrer pas del cicle de la urea. Aquest es compon d’un conjunt de reaccions que eliminen l'amoníac nociu. L'arginasa es troba principalment al fetge, on es du a terme la major part de la seva activitat.

## Estructura i funció
L'arginasa és un tipus d'ureohidrolasa no al·lostèrica. Existeixen dos isoformes de l'arginasa en mamífers: l'arginasa I, composta per 322 aminoàcids, present principalment al citoplasma de les cèl·lules hepàtiques i relacionada amb el cicle de la urea; i l'arginasa II, formada per 354 aminoàcids, i expressada principalment als mitocondris de tot el cos, amb prevalença als ronyons, a la pròstata, al tub gastrointestinal, al tub digestiu i als teixits musculars. Està associada amb la formació de la L-ornitina fora del cicle de la urea. Cada isoforma és expressada per gens diferents situats a cromosomes diferents; tot i això, més del 60% dels seus residus i la seva distribució són idèntics. Aquesta similitud és total a les zones crítiques per la funció de l'enzim.
Tant l'arginasa I com l'arginasa II són homotrímers, i estan conformades per tres subunitats idèntiques, cadascuna de les quals està composta per 8 làmines β paral·leles envoltades per diverses hèlixs α. A més, cada subunitat presenta un lloc actiu on fan la seva funció. Aquest consisteix a una depressió, similar a una invaginació, de la cadena, de 15 Å de profunditat. Destaca la presència de dos àtoms de magnesi al fons del centre actiu separats per una distància de 3,3 Å i enllaçats mitjançant un oxigen derivat de 2 asparagines i un anió hidròxid. Aquesta conformació és crucial per a la realització de la funció de la proteïna.

## Mecanisme d'acció
Quant a la principal funció de l'arginasa, que és la relacionada amb el metabolisme de la urea, el seu mecanisme d'acció catalítica és el següent: la L-arginina, el substrat de l'arginasa, s'uneix a un dels centres actius de l'enzim, on l'aminoàcid glutamat (Glu-277) en facilita el reconeixement, i després s'empra l'anió hidròxid, que prèviament estava unit al manganès, perquè faci reaccionar l'arginina atacant-la. Quan ocorre això, la L-arginina adopta un estat intermedi molt específic amb forma de tetraedre, en el qual els cations de manganès són imprescindibles a fi que estabilitzin aquesta estructura intermèdia. En aquest punt, l'aminoàcid histidina (His-141) intervé per transferir protons del centre actiu al medi, i que així es puguin formar els productes de manera eficient, resultat de la hidròlisi de la L-arginina en ornitina i urea. Cal emfatitzar, però, que sense la His-141, l'activitat enzimàtica de l'arginasa es redueix dràsticament, la qual cosa n'indica la seva rellevància.

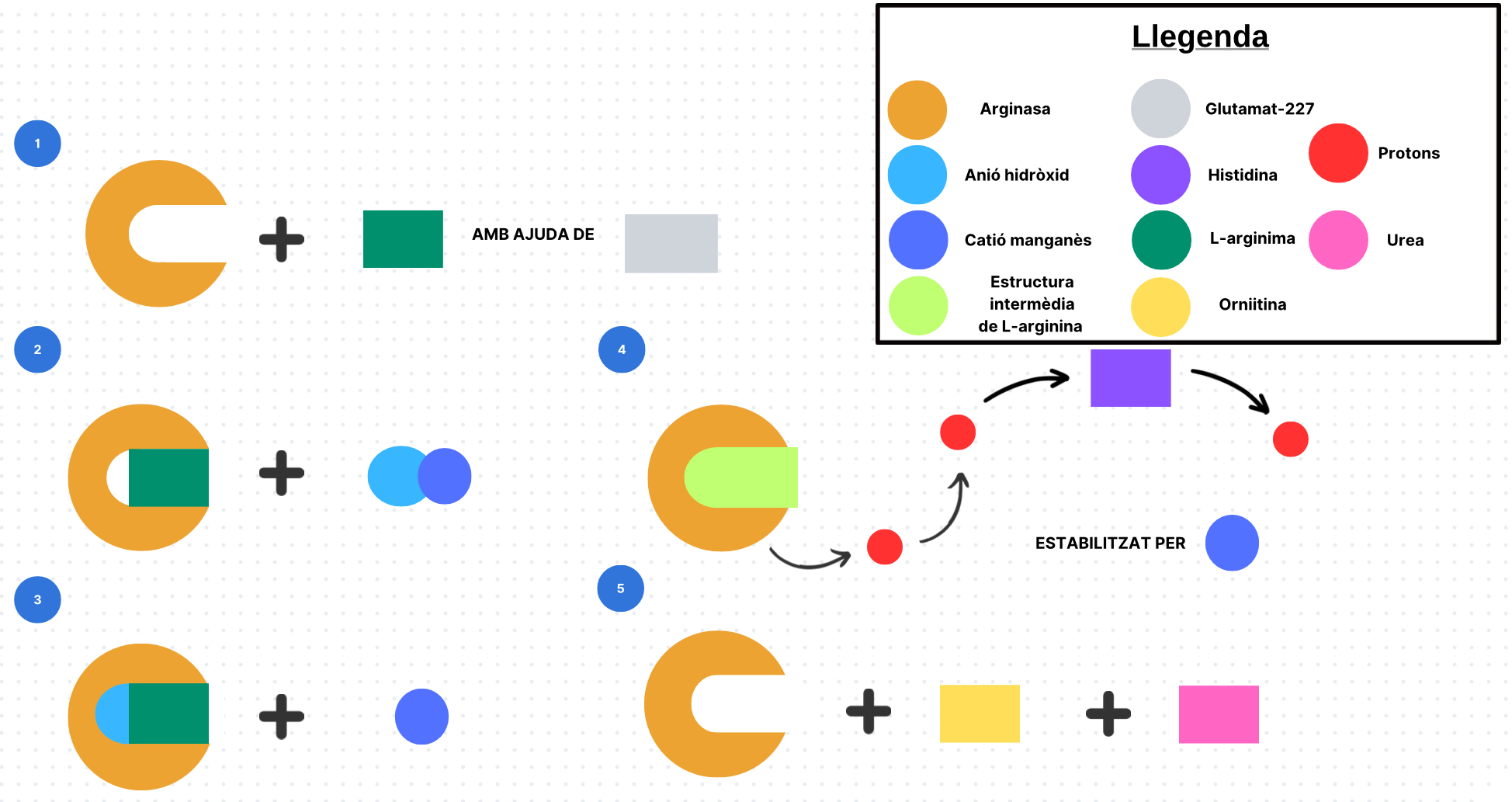
Mecanisme d’acció catalítica de l’arginasa

No s'hauria d'oblidar que aquest mecanisme d'acció que té una implicació directa en el cicle de la urea, també té conseqüències significatives en altres processos del nostre cos com la resposta immunitària o la sexual.
I referent a la seva producció, certs estudis, com els realitzats a les cèl·lules hepàtiques de Chang, suggereixen que l'arginasa és molt dependent de la concentració respecte d'altres aminoàcids o ions, doncs, quan al medi es formen agregats o hi ha una elevada concentració de certs aminoàcids, com la lisina o la leucina, o de ions, com el manganès, se'n produeix més i la seva activitat augmenta, i en canvi, en presència de prolina, tant la seva síntesi com activitat disminueix.

## Rellevància en la resposta immunitària
Emperò, el mecanisme d'acció de l'arginasa relacionat amb el seu paper en el sistema immunitari és lleugerament diferent. D'entrada, el procés és induït per citocines TH1, com IL-4, IL-10 o IL-13, entre d'altres, i també per lipopolisacàrids (LPS). A més, com que un cop s'ha sintetitzat ornitina a partir de la L-arginina, aquest substrat disminueix, i la òxid nítric sintasa induïble (iNOS) no pot produir tant òxid nítric. Això resulta en una competència pel substrat entre l'arginasa i la iNOS, que és necessària per regular l'activitat dels macròfags (M1, involucrats en la inflamació, i M2, que afavoreixen la respiració de teixits), doncs depenen de l'equilibri de citocines que indueixen tant l'arginasa com la iNOS. En altres paraules, una disminució o augment de producció de NO arran d'aquesta competència enzimàtica pot alterar la funcionalitat dels macròfags, atès que aquest és un compost crucial pels processos que duen a terme.

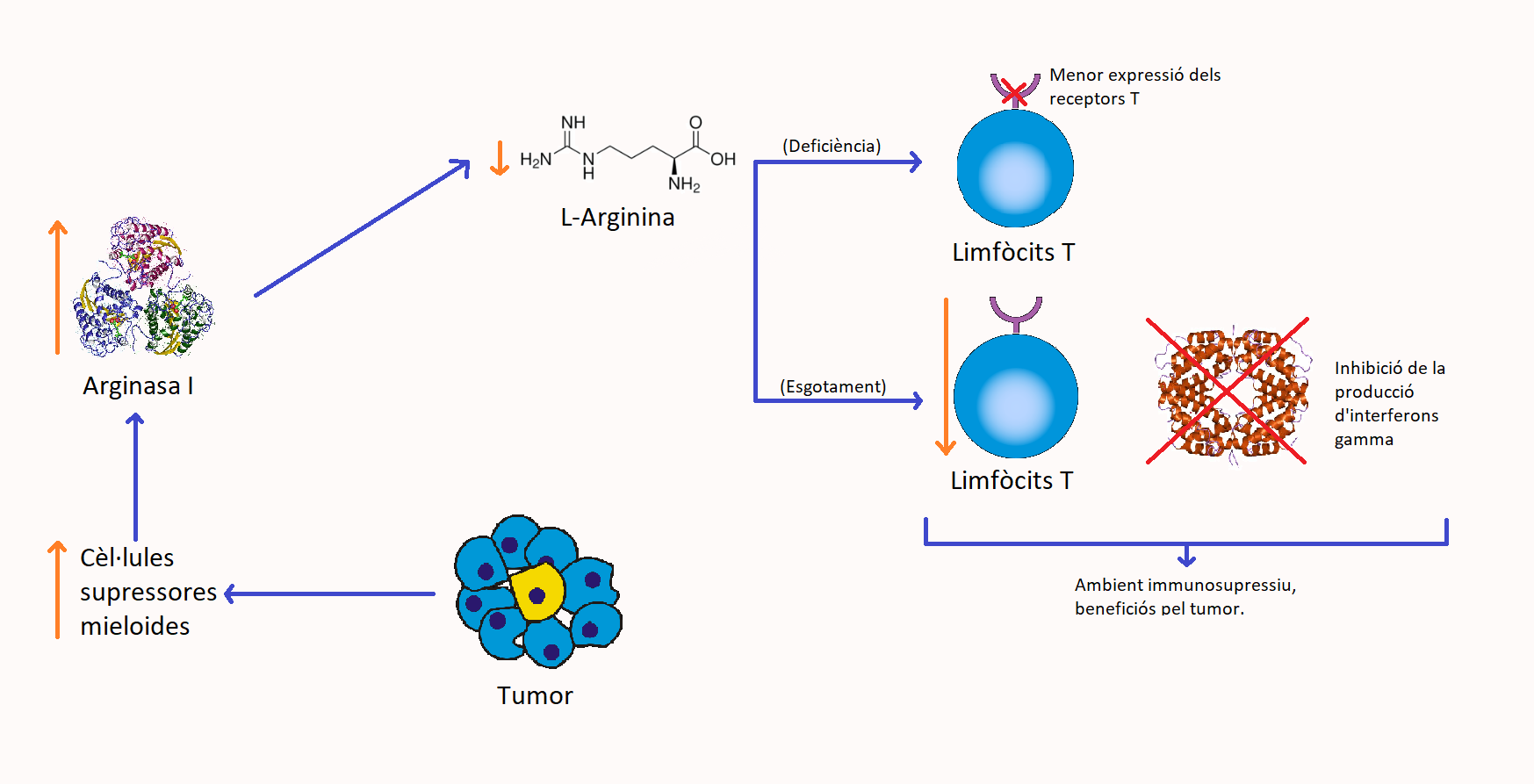
Rellevància de l'arginasa en la resposta immunitària.

S'ha estudiat el paper que pot dur a terme l'arginasa en el creixement de tumors per la supressió del sistema immunitari. Un gran augment  de l'activitat de l'arginasa I pot causar un dèficit de la L-arginina. Com a conseqüència, es redueix l'expressió dels receptors dels limfòcits T, dificultant el seu funcionament. Si les reserves de la L-arginina s'esgoten, en una àrea determinada, es detèn el cicle cel·lular dels limfòcits T i s'inhibeix la producció d'interferons gamma. Això causa una supressió de la resposta antitumoral. S'ha obervat que les cèl·lules supressores mieloides poden sintetitzar arginasa I; i que en molts tumors s'augmenta la concentració d'aquestes cèl·lules mieloides, creant un ambient immunosupressiu beneficiós per al tumor. S'ha pogut comprovar en diversos experiments amb ratolins que l'eliminació de l'arginasa I permet de nou el correcte funcionament dels limfòcits T i la inhibició de tumors.

## Rellevància en la síntesi de poliamines
L-ornitina, producte de la reacció catalitzada per l’arginasa, segons les necessitats cel·lulars, pot ser reutilitzada en el cicle de la urea com a precursor de l’arginasa, però també pot ser metabolitzada per l'ornitina descarboxilasa (OCD) per sintetitzar poliamines com la putrescina, l'espermidina i l'espermina, vitals per a la proliferació i el creixement cel·lular, la reparació de teixits i l'estabilització de l'ADN.
Diversos estudis han trobat que en diferents tipus de càncer, destaca una augmentada expressió i activitat de l'arginasa, relacionada amb alts nivells de poliamines. La inhibició de l'arginasa mitjançant la N-omega-hidroxi-nor-L-arginina (nor-NOHA), un inhibidor reversible i competitiu, van reduir efectivament la quantitat de poliamines en cèl·lules de càncer de mama, limitant així el creixement tumoral. La regulació de l'activitat de l'arginasa mitjançant l'ús d'inhibidors com a tractament pel càncer és objecte d'estudi.

## Rellevància en la resposta sexual
En la resposta sexual, la òxid nítric sintasa (NOS) utilitza la L-arginina com a substrat per a produir òxid nítric (NO) i citrul·lina. Quan es produeix una estimulació, els nervis locals i l'endoteli secreten NO. Aquesta molècula permet la relaxació del múscul llis i la reducció de la resistència arterial, augmentant el flux sanguini i la pressió i donant pas a la congestió de sang als teixits dels genitals masculins. En aquests teixits també s'hi troba l'arginasa II, que fa ús de la L-arginina. Un increment pronunciat de l'activitat de l'arginasa redueix la L-arginina disponible, pel que la NOS disminueix la producció d'òxid nítric, degut a un augment de la competència per utilitzar l'arginina com a substrat. Com a conseqüència, es dificulta la resposta sexual.
És per això que l'arginasa, i particularment la seva inhibició, té un important paper com a reguladora de l'excitació sexual, i està en el focus de múltiples estudis per a tractar la disfunció erèctil.

## Cinètica enzimàtica
L’arginasa  segueix una cinètica segons el model de Michaelis-Menten, on la velocitat de la reacció augmenta amb la concentració de substrat (L-arginina) fins a arribar a un punt de saturació conegut com a Vmax. L’afinitat de l’enzim pel substrat es mesura amb la constant de Michaelis (Km), que en el cas de l’arginasa es situa entre 1 i 10 mM, depenent de les condicions i de l’organisme d’origen.

## Condicions òptimes del funcionament
L'arginasa presenta la seva màxima activitat en condicions de pH fisiològic (7,4) i en condicions de temperatura corporal (37°C), però la seva activitat decreix ràpidament quan s'exposa a temperatures elevades (per sobre de 45-50°C) o a condicions de pH extrem (massa àcid o massa bàsic). Això resulta un gran avantatge pel seu funcionament en el cos humà, però dificulta el seu ús en aplicacions industrials.
Addicionalment, en ambients amb variacions iòniques o amb la presència d’agents metàl·lics, l’activitat de l'arginasa pot veure's afectada, ja que aquests poden interferir en la disponibilitat dels ions de manganès necessaris per mantenir el centre actiu funcional.

## Patologies relacionades
La deficiència d'arginasa és un trastorn hereditari extremadament rar que afecta el metabolisme de la urea, causant una alteració greu en l'eliminació de l'amoníac del cos. En individus sans, la arginasa ajuda a convertir la L-arginina en ornitina i urea, permetent així l'eliminació de l'amoníac. Quan l'arginasa no funciona correctament, la L-arginina i l'amoníac s'acumulen en el cos, causant toxicitat per argininèmia i hiperamonèmia.
Aquesta toxicitat es pot manifestar com a problemes neurològics, retard en el desenvolupament, hepatomegàlia, risc de cirrosi, complicacions respiratòries, convulsions o espasticitat.
A més, si l'activitat de l'arginasa és massa elevada o desregulada en algun context específic, pot contribuir indirectament a certs problemes metabòlics i pot estar associada amb altres afeccions com la fibrosi hepàtica, problemes vasculars, disfunció cognitiva i motriu o la resistència a la insulina.